# Saules, Bern
Saules är en ort och kommun i distriktet Jura bernois i kantonen Bern, Schweiz. Kommunen har 148 invånare (2023).